# Mohamed Akotey
Mohamed Akotey (Tidène, alrededor de 1967) es un político y líder de la comunidad tuareg de los iforas de Níger.

## Biografía
Originario de Tidène, un valle a 80 kilómetros al norte de Agadez, última ciudad antes de llegar al desierto del Sáhara. Pertenece a la tribu de los Ifoghas, al igual que Iyad Ag Ghali jefe del movimiento yihadista maliense Ansar ad-Din.
Estudió geografía en Niamey se benefició de una beca de cooperación francesa e inició en la década de 1990 una tesis de antropología en la Sorbona que no terminó. Sobrino de Mano Dayak, una de las principales figuras de la rebelión tuareg que estalló en 1991, asumió la dirección de la Coordinación de la Resistencia Armada (CRA) cuando éste murió en un accidente de avión el 15 de diciembre de 1995 cuando iba a participar en las negociaciones de paz en Niamey. 
Mohamed Akotey es miembro del Frente de Liberación Temoust (FLT). A diferencia de su tío, sin embargo, se unió al proceso del Acuerdo de Paz de Niamey También logró poner fin a la disputa por el liderazgo con Rhissa Ag Boula, que se había convertido en un rival de Mano Dayak, en la comunidad tuareg.
De 1996 a 1999 fue consejero de seguridad del general Ibrahim Maïnassara, durante su último periodo en la presidencia de Níger.
De 2007 a 2009 ocupó el puesto de Ministro de Medio Ambiente y Lucha contra la Desertificación nombrado el presidente Mamadou Tandja.
Renunció a su puesto para presidir el consejo de administración de Imouraren SA, una sociedad nigerina participada en el 58 % del grupo francés Areva que explota la mina de uranio de Imouraren.
Salou Djibo le confió extraoficialmente el papel de mediador jefe para la liberación de siete rehenes de Areva en  Arlit, secuestrados el 16 de septiembre de 2010, que continuará bajo el presidente recién elegido en abril de 2011, Mahamadou Issoufou. Desempeñó un papel decisivo en su liberación el 27 de octubre de 2013, en contacto en el lado yihadista con Ibrahim Ag Inawalen.
"Sus relaciones con los ex-rebeldes tuareg malienses y con miembros de la tribu Ifoghas han sido determinantes", señala más tarde Ibrahim Mohamed, un exjefe rebelde nigerino en 2013 la liberación de los rehenes de Arlit.
Más tarde se confió a Mohamed Akotey las negociaciones para la liberación de Serge Lazarevic, secuestrado en Malí el 24 de noviembre de 2011. El jefe de la katiba Al Ansar que reivindica el secuestro del francés es un familiar de Iyad Ag Ghali. Al parecer Mohamed Akotey se trasladó a Kidal para encontrarse con los miembros de la comunidad tuareg de Adrar de los Ifoghas y regresó.